# Konsultationsverfahren (Medizinprodukteverordnung)
Das Konsultationsverfahren (teilweise auch Scrutiny-Verfahren nach der englischen Version der Vorlage; englisch scrutiny ‚genaue Prüfung‘) wurde durch die Verordnung (EU) 2017/745 über Medizinprodukte (Medical Device Regulation, MDR) eingeführt. Es sieht vor, dass Benannte Stellen im Rahmen der Konformitätsbewertung ein Expertengremium einbeziehen.

## Konformitätsbewertung
Im Rahmen der Konformitätsbewertung stellen Hersteller von Medizinprodukten selbst die Konformität ihrer Produkte mit den grundlegenden Anforderungen der europäischen Richtlinien fest. Dazu müssen sie ein Konformitätsbewertungsverfahren durchlaufen. Medizinprodukte müssen dabei den gesetzlichen Anforderungen genügen. Die wichtigsten dieser gesetzlichen Anforderungen sind die medizinisch-technische Leistungsfähigkeit von Medizinprodukten, so wie sie vom Hersteller in der Produktkennzeichnung einschließlich der Werbung als medizinische Indikation ausgelobt ist, ein akzeptables Nutzen-Risiko-Verhältnis, Sicherheit von unvertretbaren Risiken, Gebrauchstauglichkeit und das Einhalten von Software-Lebenszyklusprozessen. Das entsprechende Nachweisverfahren nennt sich klinische Bewertung. Erst der (je nach der Produktklasse) extern durch Benannte Stellen zertifizierte Nachweis der Produktsicherheit und der Leistungsfähigkeit berechtigt Hersteller von Medizinprodukten zur Anbringung der CE-Kennzeichnung.

## Hintergrund
Die Medizinprodukterichtlinien sahen die Fachgutachter bei den benannten Stellen noch als die einzigen zwingend einzubeziehenden Experten. Darauf möchte sich die Europäische Kommission nicht mehr ausschließlich verlassen. Offensichtlich hat sie kein ausreichendes Vertrauen, dass die benannten Stellen für besonders kritische und innovative Produkte über diese Experten verfügen. Um zu beurteilen, ob dieser Nachweis dem Hersteller tatsächlich gelingt, bedarf es Experten. Das Scrutiny-Verfahren sieht vor, genau solche Experten für bestimmte Produkte zu konsultieren, die die klinische Bewertung kontrollieren. Auf das Konsultationsverfahren kann gegebenenfalls  verzichtet werden, wenn die Produkte bereits in ähnlicher Form in den Verkehr gebracht wurden und Änderungen das Nutzen-Risiko-Verhältnis nicht beeinträchtigen. Letzteres muss der Hersteller nachweisen.

## Betroffene Produkte
Medizinprodukte werden in die vier Klassen I, IIa, IIb und III unterteilt. Das Konsultationsverfahren betrifft gemäß Artikel 54 der MDR nur folgende Produkte:
- Implantierbare Produkte der Klasse III. Hierunter fallen beispielsweise
  - Herzkatheter
  - künstliche Hüft-, Knie- oder Schultergelenke
  - Stents
  - resorbierbares chirurgisches Nahtmaterial
  - Intrauterinpessar (Spirale)
  - Brustimplantate
  - Herzschrittmacher
- aktive Produkte der Klasse IIb, die dazu bestimmt sind, ein Arzneimittel an den Körper abzugeben und/oder aus dem Körper zu entfernen, wie
  - Anästhesiegeräte
  - Beatmungsgeräte
  - Dialysegeräte

Die MDR sieht Ausnahmen vor für Produkte, die unverändert bereits nach MDD oder MDR zertifiziert sind und für Produkte, deren Konformität anhand einer gemeinsamen Spezifikation bestätigt wurde.

## Verfahren
Der Hersteller eines Medizinprodukts reicht seine Unterlagen bei der Benannten Stelle ein. Diese prüft die Unterlagen und gibt einen Bericht über die Begutachtung der klinischen Bewertung (clinical evaluation assessment report, CEAR) ab. Dieser Bericht wird bei der Kommission eingereicht, die ihn an ein Expertengremium (englisch Expert Panel) weiterleitet. Das Expertengremium entscheidet, ob es ein wissenschaftliches Gutachten (scientific assessment report, CAR) erstellt. Falls sie es nicht erstellt, darf die Benannte Stelle die Konformitätsbewertung fortsetzen, andernfalls erstellt das Expertengremium das Gutachten innerhalb einer Frist von 60 Tagen.
Das Gutachten des Expertengremiums wird auf der Internetpräsenz der europäischen Kommission veröffentlicht.